# Туза (Туніс)
Туза (араб. طوزة) — місто в Тунісі у регіоні Сахель. Входить до складу вілаєту Монастір. Станом на 2004 рік тут проживало 6 025 осіб.